# Projektus (męczennik)
Święty Projektus (zm. w IV wieku) – italski diakon i męczennik chrześcijański, święty katolicki.
Nie należy go mylić ze świętym imiennikiem, biskupem z Clermont (zm. 676). Hagiografia wymienia ich oddzielnie.
Razem ze św. Ewazjuszem i Maliano, miał uciekać przed arianami do Selva Cornea w pobliżu Casale Monferrato. Około 362 roku prefekt miasta Attubalo, zachęcony przez arian, aresztował ich i kazał ściąć razem ze 143 innymi chrześcijanami.
Projektus wspominany jest we włoskim Kościele katolickim, wspólnie ze św. Ewazjuszem, 1 grudnia.
Oboje są patronami Casale Monferrato i katedry (wł.) Duomo di Casale Monferrato w Asti (obok świętych: Natala i Wawrzyńca).